# Frankenbok
Frankenbok ist eine australische Metal-Band aus Melbourne, die 1997 gegründet wurde.

## Geschichte
Die Band wurde im Jahr 1997 gegründet. Sie bestand anfangs nur aus dem Gitarristen Aaron Butler und dem Sänger Adam „Hutch“ Glynn, wobei sie einen Drumcomputer benutzten. Nachdem der Gitarrist Scott Lang und der Bassist Tim Miedecke zur Gruppe gekommen waren, erschien im Jahr 2000 das Debütalbum Greetings and Salutations bei Faultline Records. Erst nach den Aufnahmen kamen Mick Morley als Schlagzeuger hinzu. Im Mai 2000 ging es zusammen mit Skinlab auf Tour und ein Auftritt auf dem Metal for the Brain wurde abgehalten. Ende des Jahres unterzeichnete die Gruppe einen Vertrag bei Dark Carnival, worüber im Jahr 2001 die EP The Loopholes and Great Excuses EP erschien. Hierauf ist unter anderem eine Coverversion des Madison-Avenue-Liedes Don't Call Me Baby enthalten. Dadurch wurde die Band verstärkt auf dem Radiosender Triple J gespielt. Mitte des Jahres ging die Gruppe zusammen mit den Labelkollegen Dreadnaught auf eine sechswöchige Tournee durch Australien, ehe sich im August vier Auftritte zusammen mit Slayer und Machine Head anschlossen. Anfang 2002 wurde das Debütalbum bei Dark Carnival wiederveröffentlicht, wobei acht Live-Aufnahmen aus Sydney als Bonus beilagen. Zudem ging die Band mit Psy.Kore auf Tour, trat zusammen mit System of a Down auf und spielte auf dem Overcranket Festival. Im November 2002 verließ der Sänger Glynn die Besetzung und wurde im Januar 2003 durch Adam B. West ersetzt. Da sich Morley Anfang 2003 verletzt hatte, half John Sankey von Devolved live für Auftritte mit Skinlab und Soilwork aus. Im selben Jahr erschien zudem das zweite Album Blood Oath. Die Veröffentlichung fand über Roadrunner Records statt. Das Album war mit dem Produzenten D.W. Norton in den Back Beach Studios aufgenommen worden. 2004 ging die Band zusammen mit 8 Foot Sativa auf Tour durch Neuseeland. Im Mai und Juni ging es dann zusammen mit 8 Foot Sativa, Full Scale und Sunk Loto auf Tour durch Australien. 2005 folgten Auftritte auf dem Metal for the Brain in Canberra und Brisbane. Danach begann die Band mit dem Schreiben und Aufnehmen des neuen Albums, ohne Lang jedoch, der sich dazu entschied in Asien zu leben und zu arbeiten. Er wurde durch Nathan Amatnieks ersetzt. Anfang 2007 wurde Adam B. Metal zudem durch Dan McDougall ersetzt. Anfang Januar hatte sich Adam B. Metal zudem bei einem Skateboardunfall das Bein gebrochen. Im August erschien daraufhin das Album Murder of Songs bei Prime Cuts Music. Im April 2008 schloss sich bei diesem Label die EP The Last Ditch Redemption an, ehe es für den Rest des Jahres auf Tour ging. 2013 erschien das Album Cheers, Bears & Beards, das aus sechs bisher unveröffentlichten Aufnahmen, die für das 2011er Album The End of All You Know angefertigt worden waren, und vier Live-Songs besteht.

## Stil
Laut Brian Fischer-Griffin in der Encyclopedia of Australian Heavy Metal klingt die Band wie eine Mischung aus Faith No More, Slipknot, Death Metal und Grindcore. Auf The Loopholes and Great Excuses entferne sich die Gruppe weg vom Death Metal und näher hin zum Nu Metal. Nach Glynns Ausstieg habe sich der Stil Richtung Metalcore bewegt. Murder of Songs bezeichnete er als modernen Thrash Metal. Buzzin Hornet von metalrage.com beschrieb die Musik auf Blood Oath als Metalcore mit Einflüssen aus anderen Genres wie dem Nu Metal. Der Gesang sei variabel und die Riffs seien ungewöhnlich. Lennart „Grim Rieper“ Riepenhusen von metalnews.de empfand die Musik von Murder of Songs als eine moderne Mischung aus Metalcore, Nu Metal und Thrash Metal. In den Liedern werde häufig Klargesang eingesetzt, den er jedoch als aufgesetzt empfand. Jonathon Besanko von metalobsession.net ordnete die Band in seiner Rezension zu Cheers, Beers & Beards! dem Groove Metal zu. In den ersten 20 Sekunden des ersten Liedes Flyblown gebe es Shredding-Riffs die an Machine Head erinnern würden. Danach gehe das Lied in einen Doublebass dominierten Groove über. In dem folgenden Rebels in the Sewe klinge die Gruppe eher wie Clutch als wie eine Thrash- oder Groove-Metal-Band. Das anschließende instrumentale Black Saturday behandele die Buschfeuer in Victoria 2009. Das Lied besitze einen Rock-getriebenen Rhythmus. Bottom Feeder biete eine Mischung aus Aggression früher Pantera und Death-Metal-Bands der frühen 1990er Jahre wie Cannibal Corpse oder Immolation. So I Started a Cult sei hingegen eine Mischung aus Hard Rock und Thrash Metal. Nach dem Lied Cut the Rope, das einen einprägsamen Riff habe, würden die Live-Aufnahmen folgen, die man auch dem Groove Metal zuordnen könne.

## Diskografie
- 1997: Frankenbok (Demo, Eigenveröffentlichung)
- 2000: Greetings and Salutations (Album, Faultline Records)
- 2000: The Frankenbok Special Master Movie Camera Music "Dodgy" Home Video (VHS, Eigenveröffentlichung)
- 2001: The Loopholes and Great Excuses EP (EP, Dark Carnival)
- 2001: Devestation Vacation (Split mit Dreadnaught, Dark Carnival)
- 2003: Blood Oath (Album, Roadrunner Records)
- 2007: Murder of Songs (Album, Prime Cuts Music)
- 2008: The Last Ditch Redemption (EP, Prime Cuts Music)
- 2011: Home Is Where the Stage Is (DVD, Fair Dinkum Records)
- 2011: Dine in Hell (Single, Eigenveröffentlichung)
- 2011: The End of All You Know (Album, Fair Dinkum Records)
- 2012: Shit on the Liver / Genetic Lego (Split mit King Parrot, Von Grimm Records)
- 2013: Cheers, Beers & Beards! (Album, Fair Dinkum Records)
- 2014: Never to Return (Single, Fair Dinkum Records)